# Provincia de Parinacochas

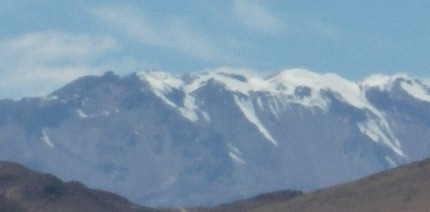
Nevado Sarasara, que comparte con la provincia de Páucar del Sarasara

La provincia de Parinacochas es una de las once que conforman el departamento de Ayacucho en el sur del Perú. Limita por el norte con el departamento de Apurímac, por el este con la provincia de Páucar del Sara Sara, por el sur con el departamento de Arequipa y por el oeste con la provincia de Lucanas.

## Toponimia
La provincia toma el nombre del lago Parinacochas, que proviene del vocablo aimara parina 'parihuana o flamenco andino (Phoenicoparrus andinus)', relacionado al quechua pariwana, y el quechua qucha 'laguna'. Por lo que su significado completo sería 'lago de parihuanas'.

## Fecha de creación
La provincia de Parinacochas fue creada como tal el 21 de junio de 1825.

## Geografía

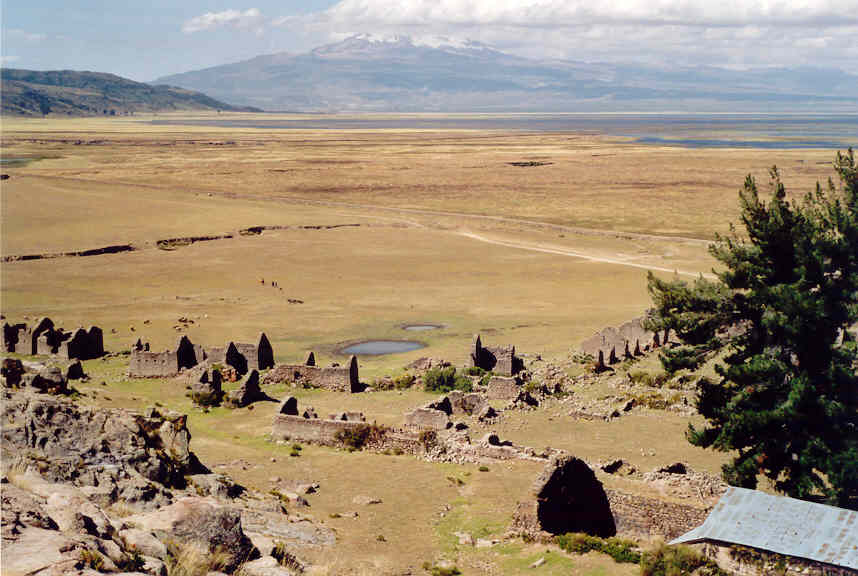
Vista lejana del lago Parinacochas (parte superior)

La provincia tiene una extensión de 5968,32 km² y está sobre un nudo montañoso muy accidentado, muy cerca se encuentra la bella laguna de Parinacochas, que abarca una superficie de 64 km². Destaca la cordillera del Huanzo, muy cerca se encuentra el volcán Sara Sara, de 5522 m s. n. m., cuyas nieves dan origen a uno de los afluentes que alimentan la laguna de Parinacochas.

## División administrativa
Se encuentra dividida en ocho distritos:
1. Coracora
2. Chumpi
3. Coronel Castañeda
4. Pacapausa
5. Pullo
6. Puyusca
7. San Francisco de Ravacayco
8. Upahuacho
9. Relave

## Capital
Su capital es la ciudad de Coracora (3175 m s. n. m.), cuyo nombre en quechua significa 'gran humedal' o 'abundante maleza'. Se escribe en quechua, tanto Q:I. cuanto en quechua Q.II. como qura qura (sustantivo colectivo) que denota 'matorral' o 'área de herbáceas'.

## Población
La provincia tiene una población de 29 306 habitantes de los cuales 17 079 viven en zonas urbanas y 12 227 en zonas rurales.

## Transporte
Carretera asfaltada desde Lima, vía Nazca-Puquio-Coracora, también desde Yauca y Chala Arequipa, y vías carrozables hasta los diversos distritos y anexos de la provincia.

## Economía
La crianza del ganado vacuno y ovino es sobresaliente y extensiva debido a la existencia de pastos naturales, la comercialización de carne se realiza principalmente hacia los mercados de los departamentos de Ica y Lima.
La producción agrícola es modesta, sobresalen los cultivos de papa, maíz, olluco, oca y algunos frutales en las zonas de menor altitud de la provincia.

## Autoridades

### Regionales
- Consejero regional
  - 2019-2022:[2] César Augusto Moscoso Céspedes (Qatun Tarpuy)

### Municipales
- 2019-2022[2]
  - Alcalde: Walter Antayhua Cuadros, de Qatun Tarpuy.
  - Regidores:

  1. Inti Bernaola Torres (Qatun Tarpuy)
  2. Gina Balbina López Silva (Qatun Tarpuy)
  3. Virtudes Erika Vásquez Taipe (Qatun Tarpuy)
  4. Pedro Limascca Coqchi (Qatun Tarpuy)
  5. Manuel Dimicio Huamaní Alata (Qatun Tarpuy)
  6. Remigio Ccerhuayo Verdi (SL)
  7. Fabián Espinoza Torres (Musuq Ñan)

## Policiales
- Comisaría
  - Comisario: Mayor PNP Óscar Fidel Pérez Torres

## Festividades
- Agosto: Festividad de la Virgen de Las Nieves, patrona de Coracora (primera semana, día central el cinco);
- Corrida de toros en honor a la Virgen de las Nieves;
- Danzas: Los negritos, los huamanguinitos, los llameritos.

## Atractivos turísticos
- Laguna de Parinacochas, lugar donde se encuentra los flamencos o parihuanas y marihuanos;
- Nevados del Sara Sara y el Pumahuiri.

La provincia de Parinacochas además de estos ya conocidos lugares arriba mencionados, cuenta con muchas zonas arqueológicas. En la parte alta del guardián de coracora Turpuylla existen construcciones de habitaciones y cavernas con restos óseos de hombres de la edad de piedra estas construcciones llegas hasta el imponente cerro guardián de chumpi el Anoccaccca en dicha altura existen construcciones que por medio de escalinatas ingresan a vías subterráneas al interior del cerro, El gran camino incaico que aparecen en la parte alta de Carauanilla, en el paraje de Tucssa existe un gran tambo que por los derrumbes su entrada está cerrada en cuyo interior existen valiosos tesoros que fueron escondidos por los incas antes de la Colonia. El cuarto camino que salía del cuzco con dirección al Contisuyo , no salía del cuzco sino recién salía de Abancay , la misma que pasaba por las alturas de Caruanilla, luego al gran intihuatana hasta la ciudadela de Incahuasi para luego prosegior hasta el actual puerto de Chala , de lo cual se recuarda la versión de que el inca comía pescado fresco en el Cusco.